# Epuisana bocchar
Epuisana bocchar är en insektsart som beskrevs av Ronald Gordon Fennah 1958. Epuisana bocchar ingår i släktet Epuisana och familjen vedstritar. Inga underarter finns listade i Catalogue of Life.